# Heteropygas ziczac
Heteropygas ziczac là một loài bướm đêm trong họ Noctuidae.